# Будинок-музей Кузебая Герда
Буди́нок-музе́й Кузеба́я Ге́рда розташований у селі Велика Гурезь-Пудга Вавозького району Удмуртії, Росія. Приміщення музею збудовано в 1895 році у Великій Док'ї — рідному селі поета Кузебая Герда. Архітектура будівлі характерна для земських початкових шкіл другої половини XIX століття. Тут у 1920—1921 роках працював учителем сам поет. 1967 року будівлю перевезли до сусіднього села Велика Гурезь-Пудга, де в 1960-80-ті роки слугувала місцевою школою. У 1990-ті роки за ініціативи директора школи Анатолія Максимовича Єгорова (заслужений вчитель Удмуртської АРСР, лауреат премії імені Кузебая Герда) почали створювати музей, збирати експонати. У 1998 році музей урочисто відкрили в день 100-річного ювілею з дня народження К. Герда. У 2000 році музей став філіалом Вавозького районного краєзнавчого музею.
Музей має зали, які зображають життєвий побут удмуртів роду Док'я кінця XIX — початку XX століть. Екскурсії музею розповідають про життєвий і творчий шлях Герда, розкривають значення його праць у національній та суспільній культурі. Унікальність будинку в тому, що його збудували батько та старші брати К. Герда.
Загальна площа музею — 167 м², з них експозиційно-виставкова — 121 м², для тимчасових виставок — 20 м²; паркова зона становить — 0,3 га. Музей має 251 експозицію, з яких 96 предметів складають основний фонд.
Музей став переможцем конкурсу «Мінливий музей в мінливому світі». Також брав участь в етнофутуристичній виставці «Північ та північний схід: континентальна підсвідомість. Сучасне мистецтво та фіно-угорський світ», яка проходила в художньому музеї Таллінна у 2008 році.

## Довідкова інформація

Фрагмент експозиції «Людина в природі»
Фрагмент експозиції «Селянський двір»
Фрагмент експозиції «Селянський двір»

• Адреса: 427301, Удмуртська Республіка, Вавозький район, село Гурезь-Пудга, вул. Шкільна, б. 10

• Інтернет сторінка: www.museum.ru/M1543

• Режим: щоденно з 9:00 до 17:00, окрім суботи та неділі

• Плата: дорослий 30 рублів, шкільний 15 рублів, дошкільний 5 рублів

• Проїзд: рейсовий автобус Іжевськ-Вавож, зупинка в селі Велика Док'я, далі 3 км до села Велика Гурезь-Пудга

• Екскурсії: лише за попередньою домовленістю, проводяться двома мовами — російською та удмуртською

- Фрагмент експозиції «Людина в природі»Фрагмент експозиції «Людина в природі»
- Фрагмент експозиції «Селянський двір»Фрагмент експозиції «Селянський двір»
- Фрагмент експозиції «Селянський двір»Фрагмент експозиції «Селянський двір»